# Viatxeslav Xapovalov
Viatxeslav Xapovalov és un funcionari del govern ucraïnès. Va ser el viceministre de defensa d'Ucraïna.

## Biografia
Va néixer el 20 de juny de 1969 a Khàrkiv. Va estudiar a Institut d'Enginyers d'Aviació Civil de Kíev (ara Universitat Nacional d'Aviació) enginyeria d'organització i gestió del transport, organització i gestió. De febrer a l'agost de 1989, treballador de l'aeròdrom de la 3a categoria de servei d'aeròdrom de la unitat d'aviació unida de Kharkiv de l'Administració d'Aviació Estatal d'Ucraïna, ciutat de Kharkiv.
Va treballar com a assistent de vol de l'aeroport de Minsk-2 (Belarús) de maig a agost de 1990. Després va ser responsable de turisme a LLC "PAN Ukraine", a Kíev de 1993 a 1996.
El 1998 va promocionar a director de vendes de "ChelProm" LLC a Kíiv i el 2002 director general de la planta mecànica de reparacions universals "Zubr" LLC, a Butxa.
El 2010 arriba a cap del Departament de Construcció de Capitals del Ministeri d'Habitatge i Serveis Comunitaris d'Ucraïna, a Kíev; el juliol de 2013, és director general Adjunt de Construcció de la SE "Spetsservis" del Ministeri de l'Interior d'Ucraïna, a Kíev;
El maig de 2015 és nomenat assessor del vicepresident de l'Administració de l'Estat Regional de Kíev, i el gener de 2018 director general del Departament de Política de Propietat de JSC "Ukrzaliznytsia", a Kíev; El 2010, director general de la Direcció d'Infraestructures del Ministeri per a la Reintegració dels Territoris Ocupats Temporals d'Ucraïna, i finalment el 3 de febrer de 2021 és nomenat viceministre de Reintegració dels Territoris Ocupats Temporals d'Ucraïna.
El 24 de gener de 2023 va ser destituït - juntament amb altres alts funcionaris - per presumpta malversació de fons.